# Destilería Balanyà de la Espluga de Francolí
La Fassina Balanyá de Espluga de Francolí (Tarragona) España, es una antigua destilería de aguardiente convertida en museo que forma parte del Sistema Territorial del Museo de la Ciencia y de la Técnica de Cataluña, el mNACTEC. Su misión dentro del Sistema Territorial del mNACTEC es explicar la industria de la destilación en Cataluña.

## Descripción
La Destilería Balanyá está situada a la entrada de la población, viniendo por Montblanc, muy cerca del margen derecho del río Francolí. Se trata de un conjunto de edificios en forma de L, entre medianeras, con un patio anterior cerrado desde la calle y una chimenea de obra de sección cuadrada. Los edificios son muy sencillos, de una sola planta y cubierta de teja sobre estructura de madera de llata por canal. Son visibles los rieles por donde unas posibles vagonetas entraban o sacaban los materiales. Son notables la chimenea y los utensilios industriales para la fabricación del aguardiente.

## Historia

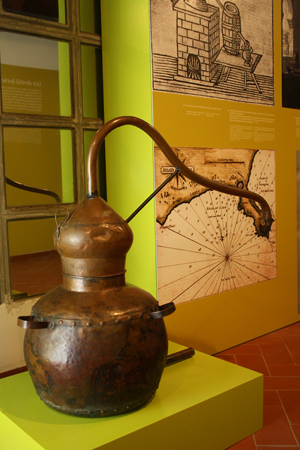
Alambique del Museo de la Destilería Balanyá

Una de las grandes riquezas de Cataluña, desde finales del siglo XVII hasta la llegada de la filoxera, fue la producción de vino y de alcoholes que se exportaban al extranjero. La zona de la Provincia de Tarragona fue uno de los principales centros de producción de alcohol y sus productos salían principalmente a través de los puertos de Villanueva y Geltrú y de Salou. En la Espluga de Francolí se ha conservado una de las únicas destilerías industriales de finales del siglo XIX de Cataluña. La Destilería Balanyá de Espluga de Francolí producía aguardiente a partir de la brisa de la uva que se obtenía de los propios campesinos, en un primer momento, o de la bodega cooperativa (celler cooperatiu) del municipio posteriormente. La brisa está formada por la piel, las pepitas y las rapas de la uva - era, por tanto, el residuo de la uva- una vez se había extraído el mosto. A la brisa se le añadía agua y se llevaba a ebullición (más tarde se inyectaba directamente vapor de agua con una máquina de vapor). De esta manera se obtenía el alcohol por un proceso de destilación. Una vez hervida, la brisa era prensada y se obtenían otros derivados para la industria farmacéutica (ácido tartárico). En la parte exterior de la destilería se dejaba secar la brisa prensada y finalmente se utilizaba como combustible para la caldera que hacía funcionar la máquina de vapor de la misma fábrica.
La Destilería Balanyá es una de las únicas antiguas destilerías industriales que existen y está situada en una de las zonas más importantes de producción de vinos y alcoholes de Cataluña.
El cierre y abandono del edificio por parte de sus propietarios, sin darle un uso alternativo posterior, permitió que, cuarenta años más tarde, la Fassina Balanyà se mantuviera prácticamente igual como la habían dejado.

## Museización

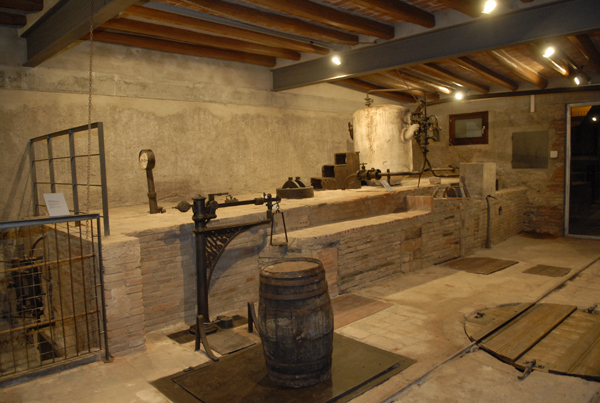
Parte del interior del Museo

La antigua fábrica de alcohol –fábrica de la brisa, como la llamaban los trabajadores- volvió a abrir puertas en diciembre del 2009 con una función bien diferente. La Destilería Balanyá es uno de los 25 museos industriales del Sistema Territorial del mNACTEC, del Museo de la Ciencia y de la Técnica de Cataluña, donde se muestra el funcionamiento de esta durante los años de la posguerra civil española y donde el visitante puede conocer los procesos productivos para obtener el alcohol y sus derivados a partir de la brisa, las herramientas que utilizaban y la sociedad de las personas que participaban. También se puede captar la importancia de esta actividad durante la revolución industrial de Cataluña, que permitió un desarrollo acelerado del tejido industrial.
El nuevo museo, diseñado por el arquitecto Dani Freixes, utiliza museografía tradicional y tecnológica para que el visitante sea el verdadero protagonista de la renovada fábrica y disfrute de una instalación que es única en Cataluña. 
El conjunto está formado por dos edificios unidos por un pasillo. Se ha restaurado completamente el edificio de la destilería y la antigua maquinaria. Un segundo edificio hace funciones de recepción del museo y comparte espacio con la oficina de turismo de Espluga de Francolí. Y, posteriormente se ha realizado la museización de la antigua fábrica donde se puede ver como se producía el aguardiente en la época industrial y la historia de la destilación de alcoholes.
A nivel local, la Destilería Balanyá formará parte de la trilogía productiva de temática agrícola con el Museo del Vino, en la bodega (celler) modernista cooperativa y el Museo de la Vida Rural, reformado y ampliado desde octubre de 2009. Los tres se convertirán en un reclamo didáctico, cultural, turístico. En definitiva, económico y social, de la población que formarán una gran oferta junto con las cavidades prehistóricas de La Cueva de la Fuente Mayor, el recorrido templario y hospitalero de Espluga y un amplio abanico de establecimientos turísticos para sorprender la visita del forastero ávido de nuevas experiencias.